# Kim So-hui
Kim So-hui (koreanska: 김소희), född 21 januari 1994, är en sydkoreansk taekwondoutövare. Hon vann en guldmedalj i damernas 49 kilos-klass vid olympiska sommarspelen 2016 i Rio de Janeiro. Vid världsmästerskapen i taekwondo 2011 i Gyeongju och 2013 i Puebla vann Kim guldmedaljer. Hon tog även guld vid Asiatiska spelen 2014 i Incheon.